# Jüdischer Friedhof Schweinsberg (Stadtallendorf)

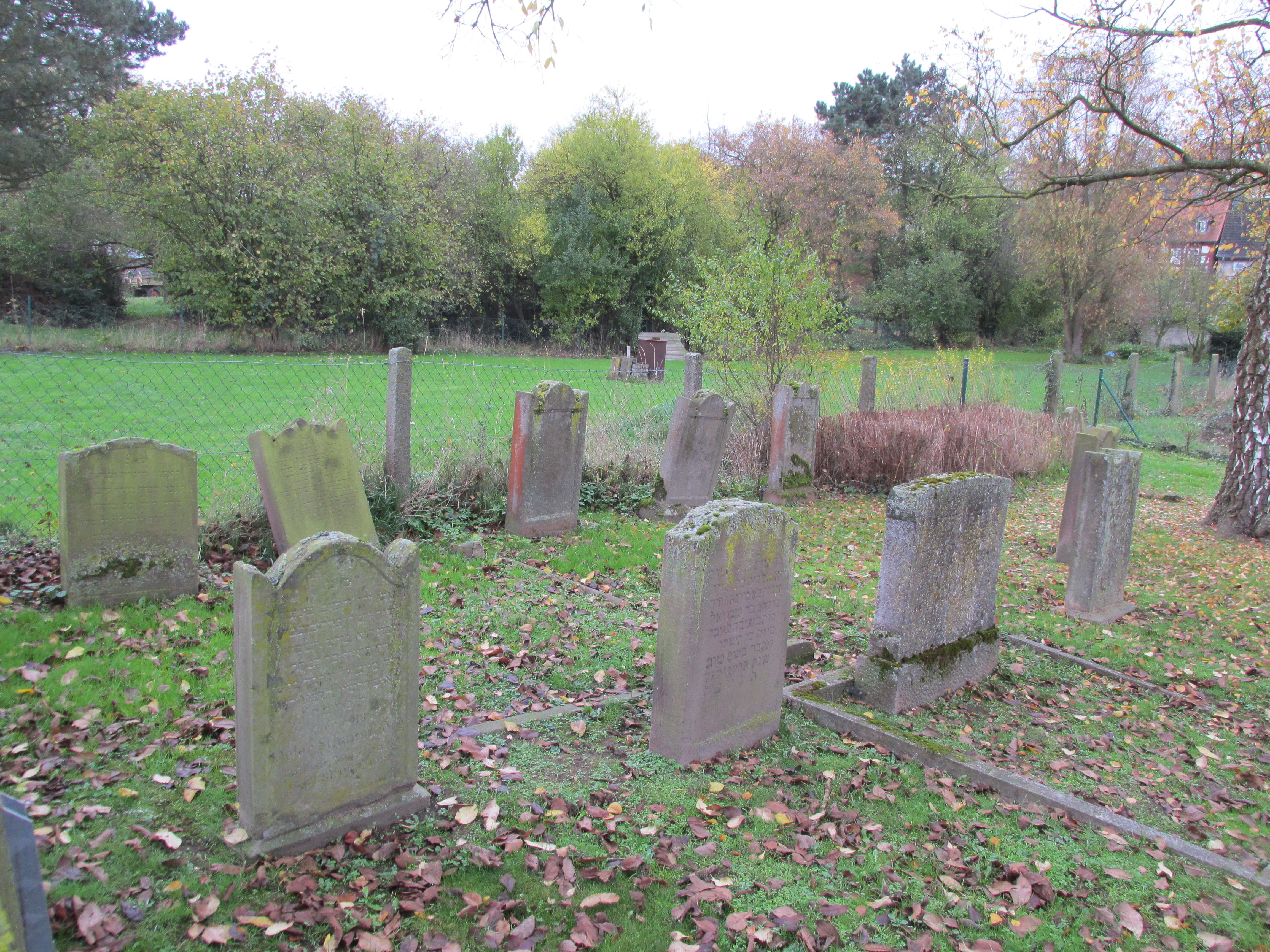
Jüdischer Friedhof in Schweinsberg

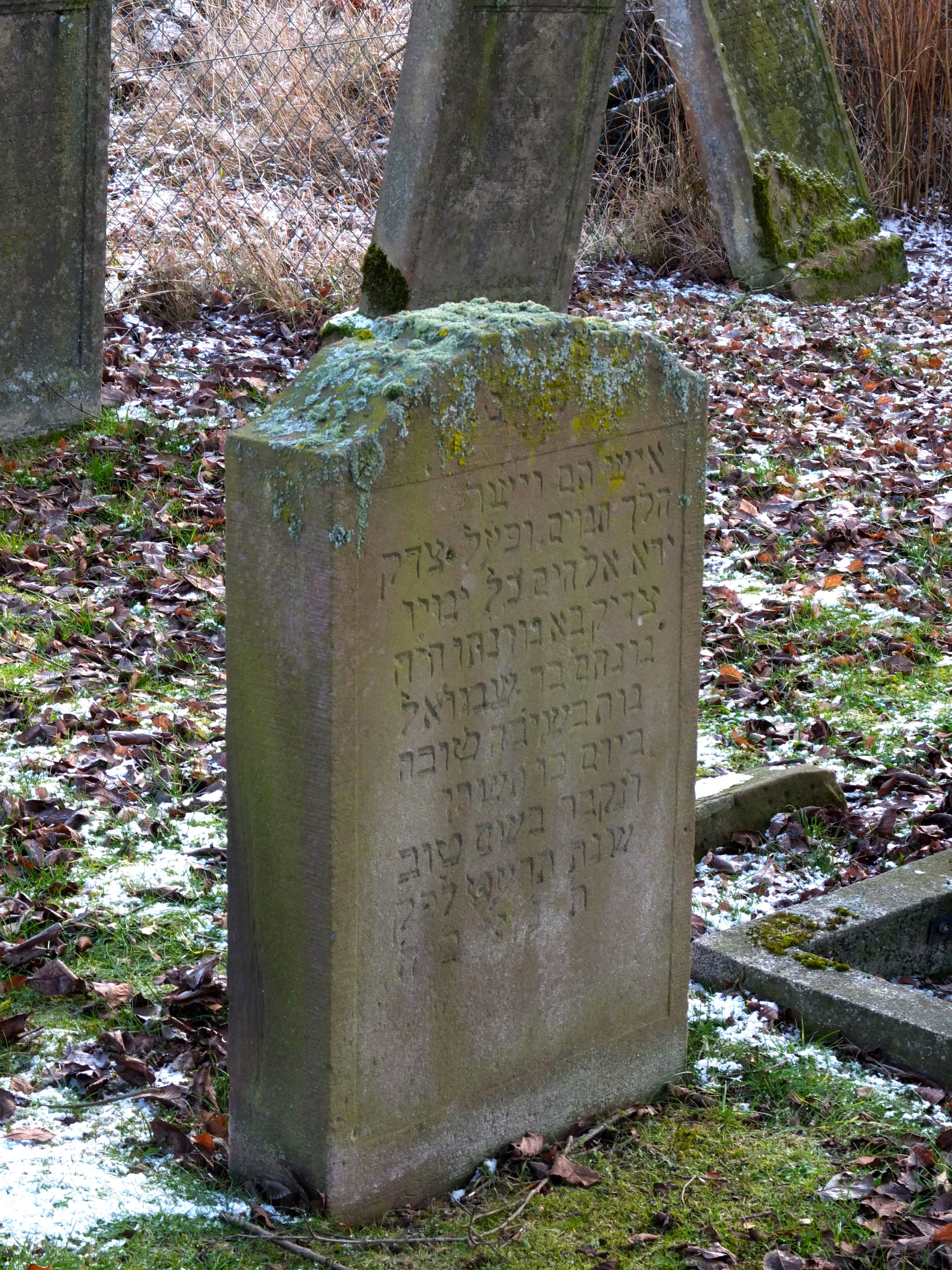
Grabstein auf dem Friedhof

Der Jüdische Friedhof in Schweinsberg, einem Stadtteil von Stadtallendorf im hessischen Landkreis Marburg-Biedenkopf, wurde Mitte des 19. Jahrhunderts angelegt. Der jüdische Friedhof liegt inmitten des Dorfes unmittelbar an der Friedhofstraße, er ist ein geschütztes Kulturdenkmal.
Die Toten der jüdischen Gemeinde Schweinsberg wurden zunächst auf dem jüdischen Friedhof Rauischholzhausen beigesetzt. Der jüdische Friedhof in Schweinsberg wird erstmals um 1860 genannt. Auf einer Fläche von 1187 Quadratmetern sind ca. 15 Grabsteine erhalten.